# Тейлор (Небраска)
Тейлор (англ. Taylor) — селище (англ. village) в США, в окрузі Лоуп штату Небраска. Населення — 141 особа (2020).

## Географія
Тейлор розташований за координатами 41°46′11″ пн. ш. 99°22′53″ зх. д. / 41.76972° пн. ш. 99.38139° зх. д. (41.769604, -99.381384).  За даними Бюро перепису населення США в 2010 році селище мало площу 0,68 км², уся площа — суходіл.

## Демографія
Згідно з переписом 2010 року, у селищі мешкало 190 осіб у 82 домогосподарствах у складі 51 родини. Густота населення становила 281 особа/км².  Було 104 помешкання (154/км²).
Расовий склад населення:
| - 99,5 % — білих |

До двох чи більше рас належало 0,5 %. Частка іспаномовних становила 0,5 % від усіх жителів.
За віковим діапазоном населення розподілялося таким чином: 28,4 % — особи молодші 18 років, 50,5 % — особи у віці 18—64 років, 21,1 % — особи у віці 65 років та старші. Медіана віку мешканця становила 45,7 року. На 100 осіб жіночої статі у селищі припадало 91,9 чоловіків;  на 100 жінок у віці від 18 років та старших — 97,1 чоловіків також старших 18 років.
Середній дохід на одне домашнє господарство  становив 46 153 долари США (медіана — 39 583), а середній дохід на одну сім'ю — 50 725 доларів (медіана — 40 250). За межею бідності перебувало 22,8 % осіб, у тому числі 37,8 % дітей у віці до 18 років та 17,1 % осіб у віці 65 років та старших.
Цивільне працевлаштоване населення становило 80 осіб. Основні галузі зайнятості: освіта, охорона здоров'я та соціальна допомога — 28,8 %, транспорт — 13,8 %, сільське господарство, лісництво, риболовля — 13,8 %.